# Лукас (Канзас)
Лукас (англ. Lucas) — місто (англ. city) в США, в окрузі Расселл штату Канзас. Населення — 332 особи (2020).

## Географія
Лукас розташований за координатами 39°3′31″ пн. ш. 98°32′16″ зх. д. / 39.05861° пн. ш. 98.53778° зх. д. (39.058624, -98.537843).  За даними Бюро перепису населення США в 2010 році місто мало площу 1,55 км², уся площа — суходіл.

## Демографія
Згідно з переписом 2010 року, у місті мешкали 393 особи в 192 домогосподарствах у складі 108 родин. Густота населення становила 253 особи/км².  Було 257 помешкань (165/км²).
Расовий склад населення:
| - 97,7 % — білих - 0,8 % — азіатів - 0,3 % — корінних американців |

До двох чи більше рас належало 0,5 %. Частка іспаномовних становила 1,5 % від усіх жителів.
За віковим діапазоном населення розподілялося таким чином: 21,1 % — особи молодші 18 років, 52,7 % — особи у віці 18—64 років, 26,2 % — особи у віці 65 років та старші. Медіана віку мешканця становила 49,5 року. На 100 осіб жіночої статі у місті припадало 88,0 чоловіків;  на 100 жінок у віці від 18 років та старших — 82,4 чоловіків також старших 18 років.
Середній дохід на одне домашнє господарство  становив 49 656 доларів США (медіана — 44 167), а середній дохід на одну сім'ю — 60 580 доларів (медіана — 54 167). Медіана доходів становила 38 194 долари для чоловіків та 29 444 долари для жінок. За межею бідності перебувало 5,4 % осіб, у тому числі 0,0 % дітей у віці до 18 років та 7,9 % осіб у віці 65 років та старших.
Цивільне працевлаштоване населення становило 206 осіб. Основні галузі зайнятості: виробництво — 23,8 %, роздрібна торгівля — 23,3 %, освіта, охорона здоров'я та соціальна допомога — 18,0 %.